# Яворський Віталій Олександрович
Віта́лій Олекса́ндрович Яво́рський (1982—2023) — старший сержант 3 ОШБр, учасник російсько-української війни. Кавалер ордена «За мужність» ІІІ ступеня.

## Життєпис
Народився 4 грудня 1982 в місті Вінниця. Здобув середню освіту. Після армії працював охоронником в комерційних підприємствах. Одночасно навчався у Вінницькому торговельно-економічному інституті, який закінчив у 2010 році та здобув вищу освіту за спеціальністю «Економіка підприємництва».
Після закінчення навчання підписав контракт на проходження військової служби у бригаді транспортної авіації у місті Вінниця. Після звільнення до березня 2022 року працював за кордоном.
У березні 2022-го повернувся в Україну та став на її захист добровольцем. Спочатку служив у 456-й бригаді транспортної авіації імені Дмитра Майбороди. Згодом проходив службу в 3-й окремій штурмовій бригаді ЗСУ.
Старший сержант Віталій Яворський на псевдо Raptor загинув під час виконання бойового завдання 17 травня 2023 року поблизу села Кліщіївка на Донеччині.
Посмертно нагороджений орденом «За мужність» ІІІ ступеня.
Поховали Віталія в селі Хижинці на Вінниччині.
Залишились батьки Ольга Леонтіївна та Олександр Олександрович, брат Олександр.